# 丰城事件
丰城事件又稱江西豐城8.16事件、江西省豐城事件，是2000年8月16日中華人民共和國江西省丰城市发生的一宗农民反抗不公平政策、惩治四个乡镇政府及部分乡村干部事件。

## 起因
20世紀末至21世紀初，江西省丰城市的一些地方农民每年人均实际上缴的费用达300多元，远远超过了政策规定的100元上限。其中不合理负担占三分之二。2000年8月，中共江西省委农工委《农村发展论坛》杂志社常务副社长桂晓琦和江西省人民政府农办將中共中央、中國国务院及有关部委、江西省和湖南省发布的减负文件以及组织人员编写的减负问答彙編成一本小册子《减轻农民负担手册》。小册子的封面大标题是“尚方宝剑在手，农民朋友抓牢”，小册子的序言是“减负：中国农村的又一场自卫战”。2000年8月11日，有人把这本小册子拿到丰城市袁渡镇政府门口销售，引起很多人前来翻看和购买，镇干部发现后阻止销售，引起争执。一些农民阅读了《减轻农民负担手册》后，就去找乡干部理論，一些乡干部表示这本书是假的，並且很多幹部躲了起来。有农民一连几天都找不到乡干部。

## 衝突
2000年8月16日上午，大约有50人左右聚集在袁渡镇镇政府门口，要求与镇干部对话，造成数千群众围观、声援，接着群眾砸开镇政府铁门，冲入院内砸碎办公室的玻璃，搬走各种办公用具，追打乡镇干部，一些村干部的家也遭到砸抢。当日，白土镇、小港镇、段潭乡出現砸抢情況；还有一些人准备冲击石滩镇、张巷镇，在半途被武警劝回。

## 後續
中共江西省委主要领导得知情況後來到丰城市，江西武警也前来维持秩序。中央和省分别派人进行了调查，也对2000年初下达的税收任务进行了调减，丰城市减少乡镇财政收入任务2400万元，采取了取消公路集资，降低学杂费等措施。不過这次事件导致乡镇正常的税收陷入停頓，10月份丰城市乡镇财政收入仅完成100多万元，财政支出出現严重困难，有的乡镇两个月没有发工资。
10月13日至18日，中華人民共和國财政部农业司派人到丰城市进行了调研，暗访了十多个农户，并分别开了农民座谈会，组干部座谈会、村干部座谈会，与有关乡镇干部和市财政、农业和粮食等部门交换了意见。大多数农民支持打砸，並認為打砸後负担就减轻了。乡村干部也表示每年收费任务和计划生育任务重、压力大，不完成不行，强制去抓又會得罪人。中央認為此次事件是少数人利用了农民群众收入少、负担重的不满情绪煽動鬧事。